# 石岡瑛子
石岡瑛子（1938年7月12日—2012年1月21日）是日本劇裝設計師。

## 生平
石岡瑛子於東京藝術大學美術系畢業後，加盟資生堂。石岡瑛子以平面設計師，藝術設計師工作，1970年曾拍攝角川書店廣告。
1980年代，石岡瑛子基地轉移到紐約，在國際上活躍。
石岡瑛子曾以《吸血鬼：真愛不死》獲奧斯卡最佳服裝設計獎，葛萊美獎，紐約影評人協會獎，坎城電影節等眾多藝術貢獻獎。2002年，授予紫綬褒章。
石岡瑛子於2008年北京奧運會開幕式負責服裝設計。
2012年1月21日，石岡瑛子因胰腺癌去世。

## 電影
- 吸血鬼：真愛不死
- The Cell
- The Fall
- 驚天戰神
- 魔鏡，魔鏡

## 著書
- 《おんなのクリエイトブック》 (1979年 講談社 日本語)
- 《肖像神話 - 迷宮の画家タマラ・ド・レンピッカ》（1981年 PARCO出版 日本語）
- 《レニ・リーフェンシュタール ライフ》（1992年 求龍堂 日本語）ISBN 978-4763091239
- 《石岡瑛子風姿花伝 - Eiko by Eiko》（2000年 求龍堂 日本語）
- 《Eiko by Eiko》（1983年 英語 風姿花伝の訳書） ISBN 978-0224030168
- 《Eiko on Stage》（2000年 英語）ISBN 978-0935112535
- 《私デザイン》-（2005年 講談社 日本語）ISBN 978-4062120838
- 《石岡瑛子 ggg Books 68》-（2005年 ギンザグラフィックギャラリー 日本語）ISBN 978-4887523449

## 論文
- 国立情報学研究所収録論文 （页面存档备份，存于） 国立情報学研究所

## 外部連結
- Eiko Ishioka在互联网电影资料库（IMDb）上的資料（英文）
- 松岡正剛の千夜千冊1159夜『I DESIGN』石岡瑛子 （页面存档备份，存于）